# Felice Gimondi
Felice Gimondi (Sedrina, 29 september 1942 – Giardini-Naxos, 16 augustus 2019) was een Italiaans wielrenner. Hij won zowel de Tour de France, als de Giro d'Italia en de Vuelta a España.

## Biografie
De in Sedrina bij Bergamo geboren Gimondi was als amateur al een verdienstelijk renner, met onder meer winst in de Ronde van de Toekomst. Hij brak volledig door in zijn debuutjaar bij de profs in 1965 toen hij als debutant de Ronde van Frankrijk op zijn naam schreef. Twee jaar later won Gimondi de Ronde van Italië, iets wat hij in 1969 en 1976 kon herhalen. In 1968 won hij ook de Ronde van Spanje, waarmee hij een van de zeven renners is die alle drie de Grote Rondes hebben gewonnen. De andere zes zijn Jacques Anquetil, Eddy Merckx, Bernard Hinault, Alberto Contador, Vincenzo Nibali en Chris Froome. Gimondi, bijgenaamd 'de buizerd van Bergamo' en 'de Aristocraat', eindigde alle vijf keren dat hij deelnam aan de Ronde van Frankrijk in de toptien. Zijn laagste eindklassering was een zevende plaats en hij won in totaal zeven touretappes.
Gimondi reed niet alleen sterk in de grote rondes, maar hij was ook een specialist in eendaagse wedstrijden. Zo won hij tweemaal de Ronde van Lombardije (1966 en 1973). Parijs-Roubaix (1966) en Milaan-San Remo (1974) zette hij eenmaal op zijn palmares. In 1973 werd Gimondi wereldkampioen.
In 1975 kreeg hij bij de Ronde van Frankrijk een tijdstraf van 10 minuten in het algemeen klassement, omdat hij positief getest werd bij de 15e etappe. Hiernaast kreeg hij een boete van 1000 Zwitserse frank en een maand voorwaardelijke schorsing.
Hij stierf in 2019 op 76-jarige leeftijd aan een hartaanval bij het zwemmen in zee voor de oostkust van Sicilië.

## Overwinningen
1963
- Eindklassement Giro della Regione Friuli Venezia Giulia

1964
- 1e etappe Ronde van de Toekomst
- Eindklassement Ronde van de Toekomst

1965
- 3e etappe Ronde van Frankrijk
- 18e etappe Ronde van Frankrijk
- 22e etappe Ronde van Frankrijk
- Eindklassement Ronde van Frankrijk
- Ussel
- Varedo
- Marseille
- Cagnano Varano

1966
- Parijs-Roubaix
- Ronde van Lombardije
- Parijs-Brussel
- Coppa Placci
- Coppa Agostoni
- 3b etappe Ronde van Romandië
- 20e etappe Ronde van Italië
- Corsa Coppi
- Ronde van Toscane
- GP Valsassina
- 1e etappe deel c Cronostafetta (tijdrit)
- Halle
- 's-Gravenbrakel
- Tortona
- Rouffignac
- Plumeliau
- Miramont-de-Guyenne
- Auxerre

1967
- Ronde van Lazio
- 19e etappe Ronde van Italië
- Eindklassement Ronde van Italië
- Grote Prijs Forlì
- 10e etappe Ronde van Frankrijk
- 20e etappe Ronde van Frankrijk
- Grote Landenprijs
- Bergamo
- Laverno Mombella
- GP Lugano
- Villeneuve sur Lot
- Laval

1968
- Ronde van Romagna
- Criterium der Azen
- Italiaans kampioenschap op de weg, Elite
- 17e etappe Ronde van Spanje
- Eindklassement Ronde van Spanje
- Grote Prijs Forlì
- G.P Industria in Belmonte
- Grote Landenprijs
- Trofeo Baracchi

1969
- Ronde van de Apennijnen
- 12e etappe Ronde van Frankrijk
- G.P Industria in Belmonte
- Eindklassement Ronde van Romandië
- Eindklassement Ronde van Italië
- Grote Prijs Forlì
- 1e etappe Parijs-Luxemburg

1970
- 6e etappe Ronde van Zwitserland
- 5b etappe Tirreno-Adriatico
- Trofeo Matteotti
- Cronostafetta

1971
- proloog Ronde van Romandië
- 7e etappe Ronde van Italië
- 18e etappe Ronde van Italië
- Grote Prijs Forlì
- Ronde van Piëmont
- GP van Wallonië
- Circuito de Casalecchio di Reno
- GP de Wallonie

1972
- Ronde van de Apennijnen
- Italiaans kampioenschap op de weg, Elite
- 5e etappe deel b Ronde van Catalonië
- Eindklassement Ronde van Catalonië
- GP Lugano

1973
- Wereldkampioen op de weg, elite
- Ronde van Lombardije
- Coppa Bernocchi
- 16e etappe Ronde van Italië
- Grote Prijs Forlì
- Ronde van Piëmont
- Trofeo Baracchi
- Circuito Internazionale di Caneva
- Grisy-les-Platres
- 1e etappe Ronde van Puglia
- Eindklassement Ronde van Puglia

1974
- Milaan-San Remo
- Coppa Agostoni
- Ronde van Emilie
- Col San Martino
- 1e etappe A Travers Lausanne

1975
- 10e etappe Ronde van Frankrijk

1976
- Parijs-Brussel
- 11e etappe Ronde van Italië
- Eindklassement Ronde van Italië

1977
- Zesdaagse van Milaan samen met Rik Van Linden
- Aci Catena
- Dalmine
- Errano di Faenza
- Martorano
- Pistoia

1978
- G.P. Vivaisti Cenaiesi
- Larciano
- Mendrisio

## Resultaten in voornaamste wedstrijden
| Jaar | Ronde van Italië | Ronde van Frankrijk | Ronde van Spanje |
| ---- | ---------------- | ------------------- | ---------------- |
| 1965 | ↑                | ↑ (3)               |                  |
| 1966 | 5e (1)           |                     |                  |
| 1967 | ↑                | 7e (2)              |                  |
| 1968 | ↑ (1)            |                     | ↑ (1)            |
| 1969 | ↑                | 4e (1)              |                  |
| 1970 | ↑                |                     |                  |
| 1971 | 7e (2)           |                     |                  |
| 1972 | 8e               | ↑                   |                  |
| 1973 | ↑ (1)            |                     |                  |
| 1974 | ↑                |                     |                  |
| 1975 | ↑                | 6e (1)              |                  |
| 1976 | ↑ (1)            |                     |                  |
| 1977 | 15e              |                     |                  |
| 1978 | 11e              |                     |                  |

| Jaar | Milaan-San Remo | Gent-Wevelgem | Ronde van Vlaanderen | Parijs-Roubaix | Amstel Gold Race | Luik-Bast.‑Luik | Ronde van Lombardije | Parijs-Brussel | Waalse Pijl |  | WK op de weg |  | Wereldranglijsten |
| ---- | --------------- | ------------- | -------------------- | -------------- | ---------------- | --------------- | -------------------- | -------------- | ----------- |  | ------------ |  | ----------------- |
| 1965 | 41e             |               |                      | 64e            |                  | 24e             |                      |                | Zilver      |  |              |  | 5e (SPP)          |
| 1966 | 24e             |               | 10e                  | ↑              |                  | 17e             | ↑                    | Goud           | 10e         |  | 11e          |  | (SPP)             |
| 1967 | 4e              | 37e           | 4e                   |                |                  |                 | ↑                    |                | 27e         |  |              |  | (SPP)             |
| 1968 | 51e             | Brons         | 51e                  | 20e            |                  |                 | 7e                   |                | 4e          |  | 6e           |  | (SPP)             |
| 1969 | 61e             |               | ↑                    | 4e             |                  | 7e              | 11e                  |                |             |  |              |  | (SPP)             |
| 1970 | 45e             | 10e           | 12e                  |                | 18e              |                 | ↑                    |                |             |  | ↑            |  | 5e (SPP)          |
| 1971 | ↑               |               |                      | 8e             |                  | 9e              | 9e                   |                |             |  | ↑            |  | 6e (SPP)          |
| 1972 | 64e             | Zilver        | 17e                  |                |                  |                 | ↑                    |                |             |  | 10e          |  | 8e (SPP)          |
| 1973 | ↑               |               |                      |                |                  |                 | ↑                    | 10e            |             |  | ↑            |  | (SPP)             |
| 1974 | ↑               |               |                      |                |                  |                 | 11e                  | 7e             |             |  |              |  | 10e (SPP)         |
| 1975 | 52e             |               |                      |                |                  |                 |                      |                |             |  | 16e          |  | 12e (SPP)         |
| 1976 | 62e             |               | 41e                  |                |                  |                 | 24e                  | Goud           |             |  | 7e           |  | 8e (SPP)          |
| 1977 | 58e             |               |                      |                |                  |                 |                      |                |             |  | 11e          |  |                   |
| 1978 | 75e             |               |                      |                |                  |                 |                      |                |             |  |              |  |                   |